# Ewald Blasius
Ewald Blasius (* 6. April 1921 in Berlin; † 15. August 1987 in Saarbrücken) war ein deutscher Chemiker.
Blasius studierte an der TU Berlin, an der er 1951 bei Jean D’Ans promoviert wurde und sich 1958 bei Gerhart Jander in analytischer und anorganischer Chemie habilitierte. 1965 wurde er Professor für analytische Chemie an der Universität des Saarlandes.
Er befasste sich mit der Anwendung von chromatographischen Methoden in der analytischen Chemie und präparativen anorganischen Chemie (auch unter Verwendung von Kronenethern), Verwendung radioaktiver Elemente in der Analytik und der Chemie des Reaktor-Brennstoffkreislaufs.
Er ist Ko-Autor von zwei Standardlehrbüchern mit Gerhart Jander über analytische anorganische Chemie.

## Schriften
- Chromatographische Methoden in der analytischen und präparativen anorganischen Chemie unter besonderer Berücksichtigung der Ionenaustauscher, Die Chemische Analyse 46, Stuttgart: Enke 1958
- mit Gerhart Jander: Lehrbuch der analytischen und präparativen anorganischen Chemie. Hirzel, Stuttgart, 16. Auflage 2006 (bearbeitet von Joachim Strähle, Eberhard Schweda)
- mit Gerhart Jander: Einführung in das anorganisch-chemische Praktikum (einschließlich der quantitativen Analyse). Hirzel, Stuttgart, 15. Auflage 2005 (bearbeitet von Joachim Strähle, Eberhard Schweda)